# Sebastiano Ferrero
Sebastiano Ferrero (Biella, 1438 – Gaglianico, 2 ottobre 1519) è stato un feudatario, uomo politico e diplomatico, legato a casa Savoia che ebbe potere sulle terre del biellese e del vercellese. Il suo nome è ricordato anche nella storia del Ducato di Milano.
Appartenente a una potente famiglia, fu signore del Piazzo, borgo storico situato sulle alture di Biella.
Ebbe potestà su Candelo, oggi comune vicino a Biella, e sul relativo ricetto (il ricetto di Candelo, appunto): investito del titolo nel 1496 dal duca Filippo II Senzaterra, vi fece costruire al suo interno la propria torre/abitazione fortificata, oggi nota come la Casa del Principe.

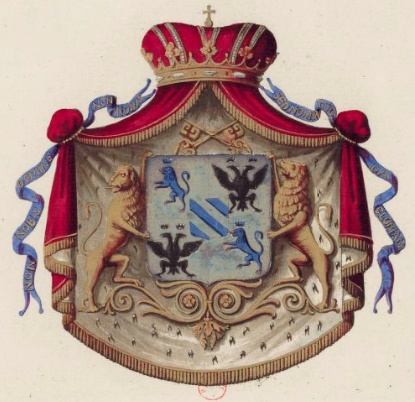
Stemma Ferrero di Biella

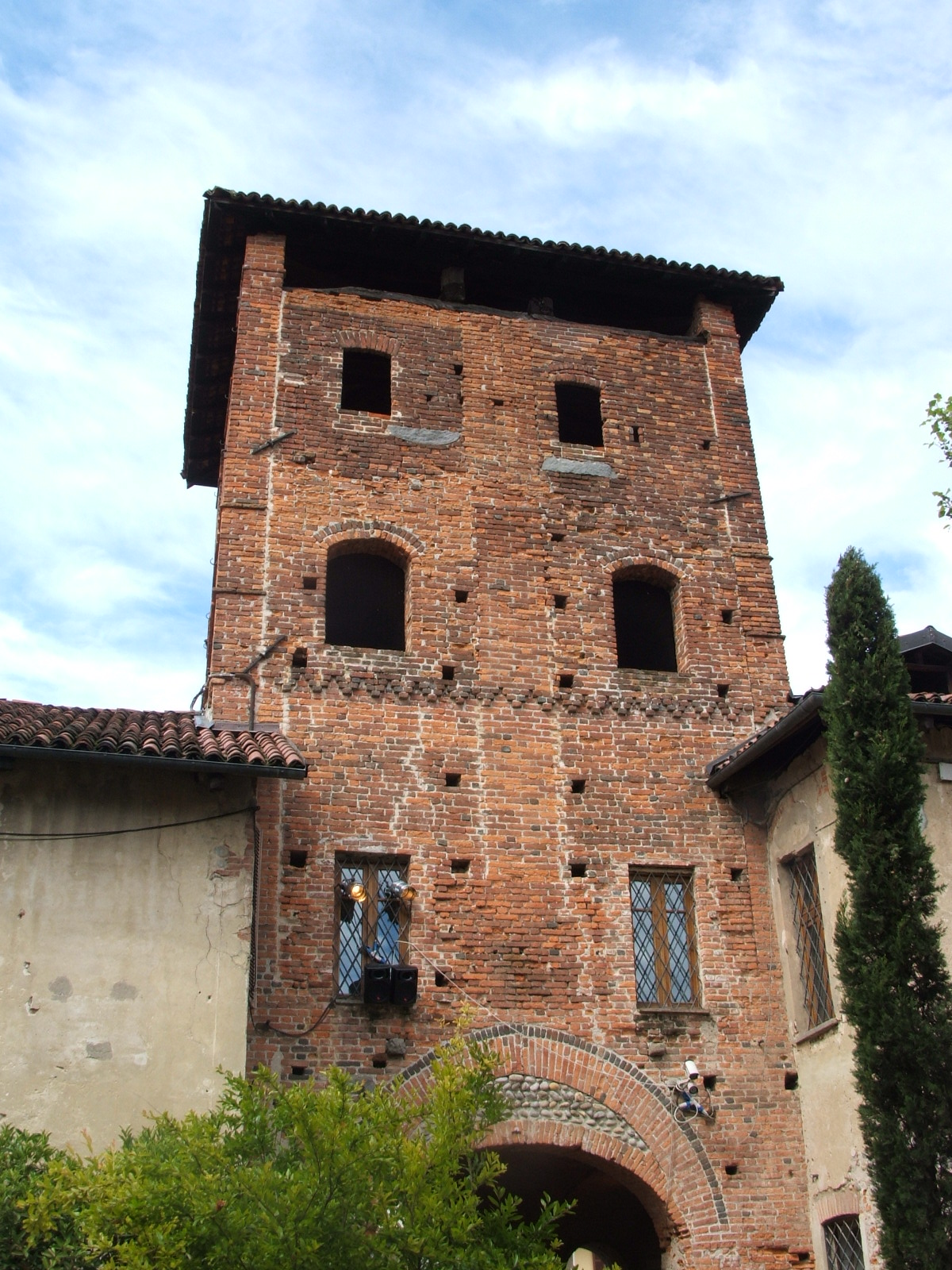
Lato interno della porta di accesso al Ricetto di Candelo.

## Biografia
Figlio di Besso e Comina Scaglia dei Signori di Gaglianico, acquisì il feudo di parte materna dallo zio Giacomo Scaglia. Poco più che quarantenne, nel 1480 entrò in possesso anche della parte del feudo di Borriana che non aveva acquisito dal padre.
Feudatario inoltre delle terre di Sandigliano, venne chiamato da Bianca di Monferrato alla corte del defunto duca Carlo I di Savoia diventando consigliere di Stato e tesoriere generale.
Quando la Francia conquistò il Ducato di Milano, Ferrero si trasferì nella città lombarda per assumere le cariche di consigliere, tesoriere generale e amministratore delle finanze.
Fra i suoi disposti, figura la realizzazione di un canale derivato dal Ticino mentre nei territori piemontesi fu artefice, assieme ai figli Giovanni Stefano e Bonifacio, cardinali, e Agostino, vescovo di Vercelli, della costruzione della chiesa e del chiostro dedicati a San Sebastiano.
Fu sepolto nella chiesa del convento intitolato a san Domenico, al Piazzo di Biella.

## Discendenza
Sebastiano sposò Tomena Avogadro ed ebbero 14 figli:
- N.N., primogenito
- Giovanni Stefano (1474-1510), cardinale
- Bonifacio (1476-1543), cardinale
- Agostino (1483-1536), vescovo
- Bianca
- Giannandrea (1484-?), religioso
- Carlo (?-1515), militare
- Antonio (1477-1512), militare
- Besso (1470-1516), militare
- Giannantonio (?-1510)
- Domenica Caterina
- Goffredo (1473-1523), militare
- Dorotea
- Margherita